# OBRUM

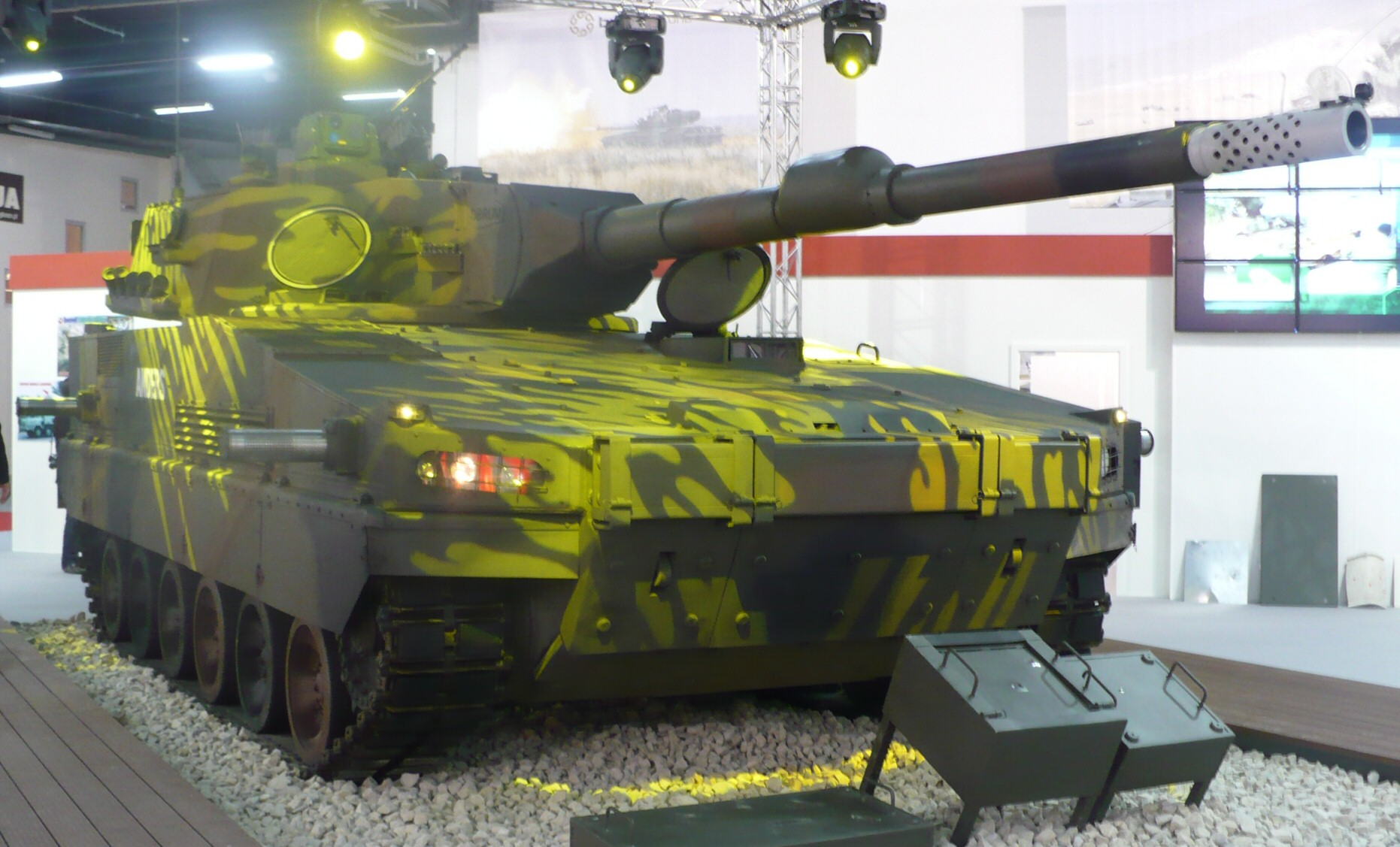
Проєкт польського сімейства бойових машин

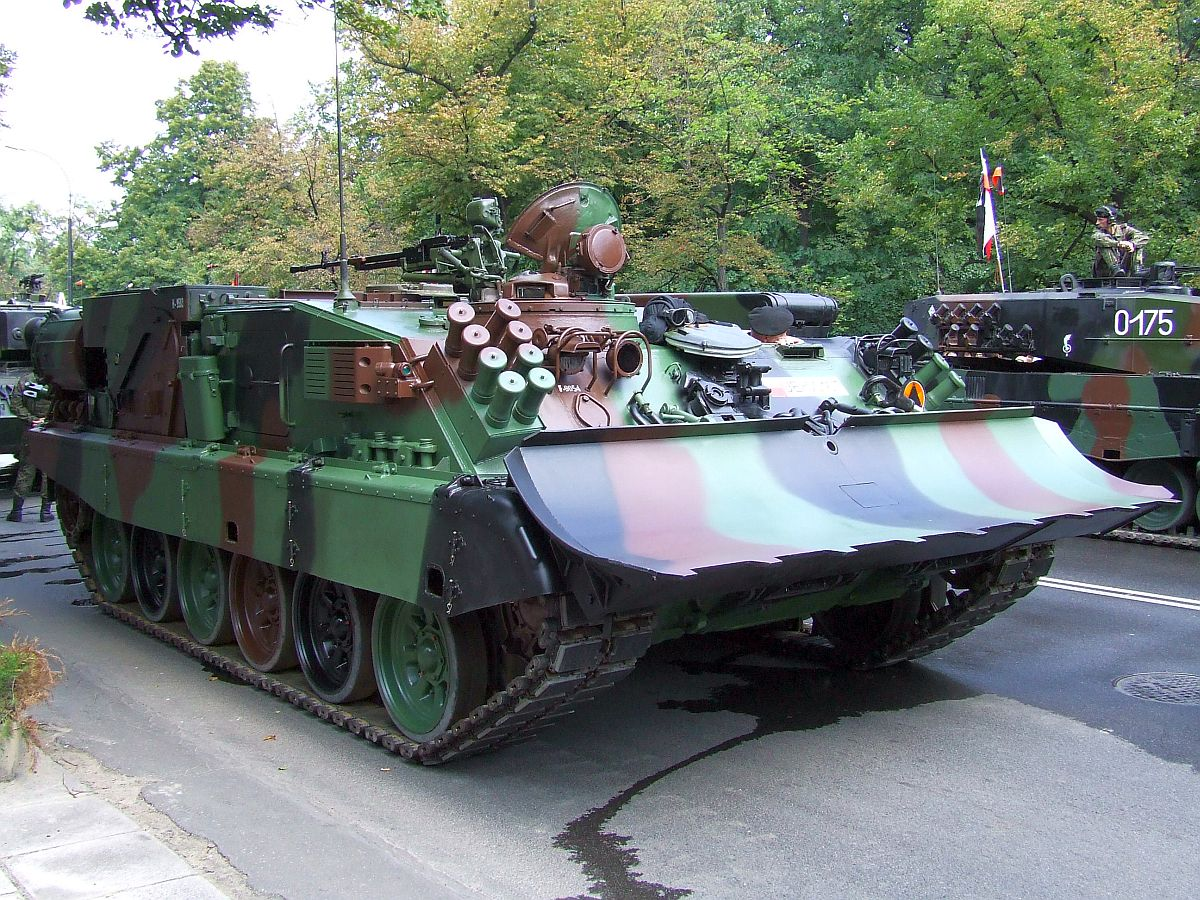
Автомобіль технічної забезпечення WZT-3

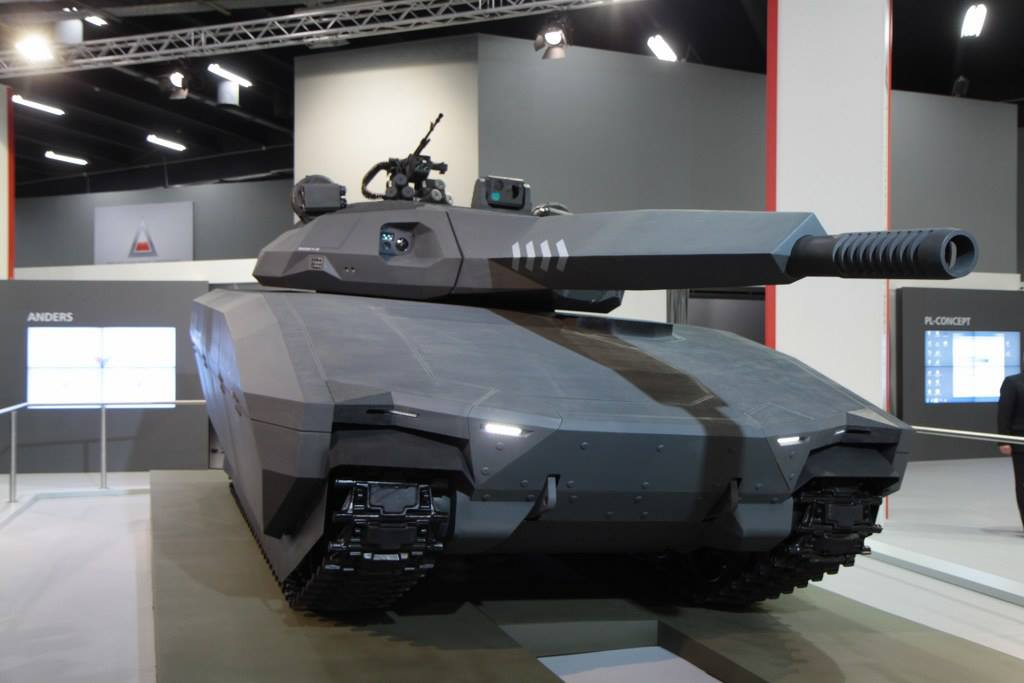
Демонстратор технології Direct Support Vehicle представлений на MSPO у 2013 році

Центр дослідження та розвитку механічних пристроїв «ЦДРМП» (пол. Ośrodek Badawczo-Rozwojowy Urządzeń Mechanicznych „OBRUM” sp. z o.o.) — польське підприємство оборонної промисловості, науково-дослідний підрозділ, який проєктує та створює продукцію для Збройних Сил Республіки Польща. Спеціалізується на бронетанкових, радіолокаційних та інженерних проєктах.

## Історія
Історія ТОВ «OBRUM» Z o.o. — це 45-річний період роботи, на першій черзі заводу експериментального виробництва в Zakłady Mechaniczne «ŁABĘDY» (з 1968), а потім Науково-дослідного центру механічних пристроїв OBRUM (з 1976). З 1986 року ОБРУМ функціонував як повністю самостійна державна організаційна одиниця з правосуб'єктністю, що діяла на основі положень Закону про науково-дослідні підрозділи — під керівництвом Міністра економіки.
1 квітня 2008 року «OBRUM» було перетворено на юридичну компанію з комерційною діяльністю та веде підприємницьку діяльність під назвою: Ośrodek Badawczo-Rozwojowy Urządzeń Mechanicznych «OBRUM» товариство з обмеженою відповідальністю.
З 2014 року компанія входить до складу Польська зброярська група SA яка також здійснює нагляд за «OBRUM».

## Продукція
Завод спеціалізується переважно на випуску інженерної техніки, а також на науково-дослідних і дослідно-конструкторських роботах з механізованої та бронетанкової техніки.
Інженерне обладнання:
- MID - дорожня та інженерна машина.
- PMC Leguan - танковий міст, що входить до складу поставки бойових машин ПТ-91М до Малайзії.
- MS-20 Daglezja - супутній міст на шасі автомобіля Jelcz.
- WZT-3 - автомобіль технічної підтримки.
- WZT-4 - автомобіль технічної підтримки. модернізація WZT-3.

Прототипи конструкцій
- BWP-2000 - прототип гусеничної бойової машини піхоти. Пропонований наступник БМП-1. У масове виробництво проєкт не надійшов.
- Anders (бойова машина) - проєкт польського сімейства бойових машин. Пропонований наступник БМП-1. У масове виробництво проєкт не надійшов.
- PL-01 Concept - проєкт польського танка прямої підтримки, розроблений компанією OBRUM у співпраці з британською BAE Systems.
- UPG-NG

## Акціонери
- Польська зброярська група
- Польський оборонний холдинг
- Інші партнери[джерело?].

Акціонери можуть здійснювати Збори акционерів.